# Festival internazionale del film di Roma 2013

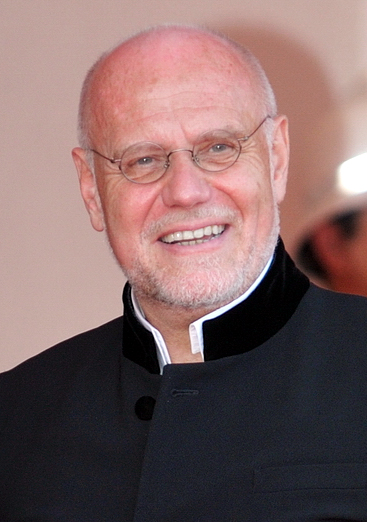
Il direttore artistico Marco Müller

L'8ª edizione del Festival internazionale del film di Roma ha avuto luogo a Roma dall'8 al 17 novembre 2013 presso l'auditorium Parco della Musica.
È la seconda edizione sotto la direzione artistica di Marco Müller.
Per la prima volta questa edizione ha avuto due madrine: Sabrina Ferilli è stata madrina d'apertura mentre Anna Foglietta è stata madrina della chiusura.

## Giurie

### Concorso
La Giuria dei film in concorso era composta da:
- James Gray (regista, Stati Uniti) - presidente
- Verónica Chen (regista, Argentina)
- Luca Guadagnino (regista, sceneggiatore e produttore, Italia)
- Aleksej Gus'kov (attore e produttore, Russia)
- Noémie Lvovsky (regista, sceneggiatrice e attrice, Francia)
- Amir Naderi (regista, Iran)
- Zhang Yuan (regista, Cina)

### CinemaXXI
La Giuria del concorso CinemaXXI era composta da:
- Larry Clark (fotografo e regista, Stati Uniti) - presidente
- Yuri Ancarani (artista e regista, Italia)
- Ashim Ahluwalia (regista, sceneggiatore e produttore, India)
- Laila Pakalniņa (regista e sceneggiatrice, Lettonia)
- Michael Wahrmann (regista, sceneggiatore e montatore, Uruguay)

### Prospettive Doc Italia
- Marco Visalberghi (produttore e regista, Italia) - presidente
- Christian Carmosino (regista e produttore, Italia)
- Gerardo Panichi (regista e produttore, Italia)
- Giusi Santoro (montatrice e produttrice, Italia)
- Sabrina Varani (direttrice della fotografia e regista, Italia)

### Premio Opera prima/seconda
- Roberto Faenza (regista, Italia) - presidente
- Fausto Brizzi (regista e scrittore, Italia)
- Carlo Freccero (direttore televisivo, Italia)
- Alessandra Mammì (giornalista, Italia)
- Valerio Mieli (regista, Italia)
- Camilla Nesbitt (produttrice, Italia)
- Andrea Occhipinti (attore e produttore, Italia)

## Selezione ufficiale
La conferenza stampa di presentazione si è tenuta il 14 ottobre.

### Concorso
- Another Me di Isabel Coixet (Spagna/Regno Unito)
- I Am Not Him (Ben O Değilim) di Tayfun Pirselimoglu (Turchia/Francia/Grecia/Germania)
- I corpi estranei di Mirko Locatelli (Italia)
- Dallas Buyers Club di Jean-Marc Vallée (Stati Uniti)
- Entre Nós di Paulo Morelli (Brasile)
- Acrid (Gass) di Kiarash Asadizadeh (Iran)
- Lei (Her) di Spike Jonze (Stati Uniti)
- Lanse Gutou di Cui Jian (Cina)
- Manto acuífero di Michael Rowe (Messico)
- The Mole Song: Undercover Agent Reiji (Mogura no uta) di Takashi Miike (Giappone)
- Il fuoco della vendetta - Out of the Furnace (Out of the Furnace) di Scott Cooper (Stati Uniti/Regno Unito)
- Quod Erat Demonstrandum di Andrei Gruzsniczki (Romania)
- Seventh Code (Sebunsu Kodo) di Kiyoshi Kurosawa (Giappone)
- Sorg og Glæde di Nils Malmros (Danimarca)
- Take Five di Guido Lombardi (Italia)
- Tir di Alberto Fasulo (Croazia/Italia)
- A Vida Invisível di Vítor Gonçalves (Portogallo)
- Volantin Cortao di Diego Ayala e Anibal Jofré (Cile)

### Fuori concorso
- Il paradiso degli orchi (Au bonheur des ogres) di Nicolas Bary (Francia)
- Border di Alessio Cremonini (Italia)
- Le streghe son tornate (Las brujas de Zugarramurdi) di Álex de la Iglesia (Spagna)
- Come il vento di Marco Simon Puccioni (Italia)
- Young Detective Dee - Il risveglio del drago marino (Di Renjie: Shen du long wang) di Tsui Hark (Cina)
- Gods Behaving Badly di Mark Turtletaub (Stati Uniti)
- The Green Inferno di Eli Roth (Stati Uniti)
- Hunger Games - La ragazza di fuoco (The Hunger Games: Catching Fire) di Francis Lawrence (Stati Uniti)
- Io faccio il morto (Je fais le mort) di Jean-Paul Salomé (Francia)
- La luna su Torino di Davide Ferrario (Italia)
- Romeo and Juliet di Carlo Carlei (Regno Unito)
- La santa di Cosimo Alemà (Italia)
- Snowpiercer di Bong Joon-ho (Corea del Sud)
- Song'e Napule di Manetti Bros. (Italia)
- The White Storm (Sou Duk) di Benny Chan (Cina/Hong Kong) - film di chiusura
- Stalingrad di Fedor Bondarchuk (Russia)
- Tales from the Dark di Simon Yam, Fruit Chan, Chi Ngai Lee, Gordon Chan, Lawrence Lau, Teddy Robin (Hong Kong)
- Trudno byt' bogom di Aleksej Jur'evič German (Russia)
- L'ultima ruota del carro di Giovanni Veronesi (Italia) - film di apertura
- Il venditore di medicine di Antonio Morabito (Italia/Svizzera)

### In collaborazione con Alice nella città
- Belle & Sebastien di Nicolas Vanier (Francia)
- La cour de Babel di Julie Bertuccelli (Francia)
- Metegol di Juan José Campanella (Argentina)

### Eventi speciali fuori concorso
- Castello Cavalcanti di Wes Anderson (Stati Uniti) - cortometraggio
- Chikyu Kyodai di Takashi Miike (Giappone)
- Il carattere italiano di Angelo Bozzolini (Germania) - In collaborazione con Accademia Nazionale di Santa Cecilia

### CinemaXXI
Le proiezioni si sono tenute presso il MAXXI - Museo nazionale delle arti del XXI secolo

#### Lungometraggi in concorso
- L'amministratore di Vincenzo Marra (Italia) - documentario
- Atlas di Antoine d'Agata (Francia)
- Birmingemskij Ornament–2 di Andrey Silvestrov e Yuri Leiderman (Russia)
- O Novo Testamento de Jesus Cristo Segundo João di Joaquim Pinto e Nuno Leonel (Portogallo) - documentario
- Fear of Falling di Jonathan Demme (Stati Uniti)
- Hometown/ Mutonia di Zimmer Frei (Italia)
- Little Feet di Alexandre Rockwell (Stati Uniti)
- A Mãe e o Mar di Gonçalo Tocha (Portogallo)
- Nepal Forever di Aliona Polunina (Russia)
- Racconti d'amore di Elisabetta Sgarbi (Italia)
- Rangbhoomi di Kamal Swaroop (India)
- El Rostro di Gustavo Fontán (Argentina)
- Thwara Zanj di Tariq Teguia (Algeria/Francia/Libano)
- Orlando ferito - Roland Blessé di Vincent Dieutre (Francia)
- Parce que j'étais peintre di Christophe Cognet (Francia) - documentario

#### Fuori concorso
- Ricordi per moderni di Yuri Ancarani (Italia)
- Saatvin Sair di Amit Dutta (India)
- Skurstenis di Laila Pakalniņa (Lettonia)

### Prospettive Doc Italia

#### Concorso
- Capo e croce, le ragioni dei pastori di Paolo Carboni e Marco Antonio Pani (Italia)
- Dal profondo di Valentina Pedicini (Italia)
- Fuoristrada di Elisa Amoruso (Italia)
- Lettera al Presidente di Marco Santarelli (Italia)
- Ritratti abusivi di Romano Montesarchio (Italia)
- The Stone River di Giovanni Donfrancesco (Francia, Italia)
- Vacanze al mare di Ermanno Cavazzoni (Italia)

#### Fuori concorso
- L'altro Fellini di Roberto Naccari e Stefano Bisulli (Italia)
- Federico degli spiriti - L'ultimo Fellini di Antonello Sarno (Italia)
- Ho fatto una barca di soldi di Dario Acocella (Italia)

## Alice nella città

### Concorso
- Cazando Luciérnagas di Roberto Flores Prieto (Colombia)
- Juliette di Pierre Godeau (Francia)
- Mig Äger Ingen di Kjell-Åke Andersson (Svezia)
- In solitario (En Solitaire) di Christophe Offenstein (Francia)
- Se chiudo gli occhi non sono più qui di Vittorio Moroni (Italia)
- Lärjungen di Ulrika Bengts (Finlandia)
- Il sud è niente di Fabio Mollo (Italia)
- Corri ragazzo corri (Lauf, Junge, Lauf) di Pepe Danquart (Germania/Francia)
- Sitting Next to Zoe di Ivana Lalović (Svizzera)
- Uvanga di Marie-Hélène Cousineau e Madeline Piujuq Ivalu (Canada)
- Leijonasydän di Dome Karukoski (Finlandia, Svezia)
- Patema Inverted (Sakasama no Patema) di Yasuhiro Yoshiura (Giappone)

### Fuori concorso
- Planes di Klay Hall (Stati Uniti)
- Il mondo fino in fondo di Alessandro Lunardelli (Italia/Cile)
- Belle & Sebastien di Nicolas Vanier (Francia)
- Squola di Babele (La Cour de Babel) di Julie Bertuccelli (Francia)

### Eventi speciali
- Container 158 di Stefano Liberti, Enrico Parenti (Italia)
- Ma Maman est Enamérique, Elle a Rencontré Buffalo Bill di Marc Boréal e Thibaut Chatel (Francia)
- Marina di Stijn Coninx (Belgio/Italia)
- Metegol di Juan José Campanella (Argentina)
- Who is Dayani Cristal? di Marc Silver e Gael García Bernal (Regno Unito/Messico)

### Omaggio e Hirokazu Kore-eda
- Kiseki di Hirokazu Kore-eda (Giappone, 2011)
- Father and Son (Soshite chichi ni naru) di Hirokazu Kore-eda (Giappone, 2013)

## Retrospettive
In collaborazione con il Centro sperimentale di cinematografia - Cineteca Nazionale

### Ercole alla conquista degli schermi
Retrospettiva, a cura di Steve Della Casa e Marco Giusti, dedicata alla grande stagione del peplum che, dalla fine degli anni cinquanta alla metà degli anni sessanta, ha incantato il pubblico popolare italiano.
- Le fatiche di Ercole di Pietro Francisci (1958)
- Nel segno di Roma di Guido Brignone e, non accreditato, Michelangelo Antonioni (1959)
- La vendetta di Ercole di Vittorio Cottafavi (1960)
- Ursus di Carlo Campogalliani (1961)
- Ercole al centro della Terra di Mario Bava (1961)
- Maciste all'inferno di Riccardo Freda (1962)
- Arrivano i titani di Duccio Tessari (1962) - omaggio a Giuliano Gemma
- Le gladiatrici di Antonio Leonviola (1963)
- Roma contro Roma di Giuseppe Vari (1963)
- La vendetta di Spartacus di Michele Lupo (1964)
- I giganti di Roma di Antonio Margheriti (1964)

### Claudio Gora, regista e attore
Retrospettiva dedicata a Claudio Gora (1913-1998) nel centenario della nascita.
- Il cielo è rosso di Claudio Gora (1950)
- Febbre di vivere di Claudio Gora (1953)
- L'incantevole nemica di Claudio Gora (1953)
- Tormento d'amore di Claudio Gora e Leonardo Bercovici (1956)
- La grande ombra di Claudio Gora (1957)
- 3 straniere a Roma di Claudio Gora (1958)
- La contessa azzurra di Claudio Gora (1960) - restauro digitale
- L'odio è il mio Dio di Claudio Gora (1969)
- Rosina Fumo viene in città... per farsi il corredo di Claudio Gora (1972)

## Omaggi

### Progetto Rossellini
- Germania anno zero di Roberto Rossellini (1948) - restauro digitale

### Omaggio a Federico Fellini
- Le tentazioni del dottor Antonio di Federico Fellini (episodio di Boccaccio '70) (1961) - restauro digitale

### Omaggio a Renato Castellani e Anna Magnani
- Nella città l'inferno di Renato Castellani (1959)
- Anna Magnani di Luchino Visconti (episodio di Siamo donne) (1953)

### Omaggio a Carlo Lizzani
- Il processo di Verona di Carlo Lizzani (1963)

### Omaggio a Luigi Magni
- La Tosca di Luigi Magni (1973)
- Arrivano i bersaglieri di Luigi Magni (1980)

## Ritratti di cinema
- Bertolucci on Bertolucci - Director's Cut di Walter Fasano, Luca Guadagnino
- Giorgio Albertazzi: un maestro di Fabio Poggiali
- L'inganno di Ferdinando Cito Filomarino
- Massimo - Il mio cinema secondo me di Raffaele Verzillo
- Rossella Falk, gli occhi più occhi di così di Fabio Poggiali

### Tavole rotonde
- I tarantiniani di Maurizio Tedesco, Steve Della Casa
- Segni particolari: documentarista di Christian Carmosino, Vittorio Zagarrio

## Premi

### Concorso
La giuria e il pubblico del Festival assegneranno i seguenti premi:
- Marc'Aurelio d'Oro per il miglior film: Tir di Alberto Fasulo
- Premio per la migliore regia: Kiyoshi Kurosawa per Seventh Code
- Premio Speciale della Giuria: Quod Erat Demonstrandum di Andrei Gruzsniczk
- Premio per la migliore interpretazione maschile: Matthew McConaughey per Dallas Buyers Club
- Premio per la migliore interpretazione femminile: Scarlett Johansson per Her (interpretazione vocale)
- Premio a un giovane attore o attrice emergente: tutto il cast di Gass di Kiarash Asadizadeh
- Premio per il migliore contributo tecnico: Koichi Takahashi per Seventh Code (montaggio)
- Premio per la migliore sceneggiatura: Tayfun Pirselimoğlu per I Am Not Him
- Menzione speciale: Cui Jian per Blue Sky Bones
- Premio BNL del pubblico al miglior film: Dallas Buyers Club di Jean-Marc Vallée

### Cinema XXI
- Premio CinemaXXI (riservato ai lungometraggi): Nepal Forever di Aliona Polunina
- Premio Speciale della Giuria – CinemaXXI (riservato ai lungometraggi): Birmingham Ornament 2 di Andrey Silvestrov e Yury Leiderman
- Premio CinemaXXI Cortometraggi e Mediometraggi: Der Unfertige di Jan Soldat
- Menzione Speciale CinemaXXI cinema breve: The Buried Alive Videos di Roee Rosen

### Prospettive Doc Italia
- Premio Doc It - Prospettive Italia Doc per il Migliore Documentario italiano: Dal profondo di Valentina Pedicini
- Menzione Speciale: Fuoristrada di Elisa Amoruso

### Premio per la migliore opera prima/seconda
- Premio Taodue Camera d'oro per la Migliore Opera Prima/Seconda: Out of the Furnace di Scott Cooper
- Premio Taodue Miglior produttore emergente: Jean Denis Le Dinahet e Sébastien Msika per Il sud è niente

### Alice nella città
- Vincitore: Lärjungen di Ulrika Bengts (Finlandia)
- Menzione speciale: Heart of a Lion di Dome Karukoski (Finlandia)

### Premi collaterali
- Premio alla carriera a Aleksej Jur'evič German[9]
- Mouse d'oro: Spike Jonze per Her
- Premio Sorriso Diverso: I corpi estranei

## Pubblicazioni
- Festival internazionale del Film di Roma - Ottava edizione (PDF), Roma, Festival internazionale del Film di Roma, ottobre 2013.